# Alona sketi
Alona sketi je vrsta vodne bolhe iz družine Chydoridae, ki jo je leta 1990 odkril raziskovalec tedanjega Inštituta za biologijo Univerze v Ljubljani v vodnih kotanjah v jami na jugozahodu Slovenije. To je odtlej edino znano najdišče vrste, ki je torej slovenski endemit. Vrstno ime je dobila po slovenskem zoologu Borisu Sketu.

## Opis
Gre za pravo jamsko žival, bolj točno je stigobiont - organizem, prilagojen na življenje v podzemnih vodah. Tako sestavljene oči kot očesce so brez vidnega pigmenta in reducirane, poleg tega pa ima močne dlačice in strgala na oprsnih okončinah, ki sodelujejo pri zbiranju organskega materiala s podlage v jamskem okolju, za katerega je značilno pomanjkanje hranil. Odrasle živali dosežejo v dolžino manj kot pol milimetra; loputi karapaksa sta skoraj okrogli, brez očitnega trna na zadnji strani. Kljunec (rostrum) na glavi je top in zaokrožen.
Živi v kraškem svetu, znana je iz ene jame, ki jo napaja voda, izrazito revna z organskimi snovmi. Po drugi strani ima razmeroma stalno temperaturo 12 °C. Po habitatu in nekaterih anatomskih značilnosti je razvidno, da je Alona sketi bližnje sorodna vrsti Alona hercegovinae, prvič nabrana nekaj let pred tem v jamah v Hercegovini, a je podrobnejših anatomskih razlik dovolj, da podpirajo ločevanje. Zaradi občutljivosti jamskega okolja, v katerem živi, in majhnega znanega območja razširjenosti je bila uvrščena med ranljive vrste po kriterijih Rdečega seznama IUCN.